# Domingo Bello y Espinosa
Domingo Bello y Espinosa (* 31. Juli 1817 in La Laguna, Teneriffa, Kanarische Inseln; † 21. Januar 1884 ebenda) war ein spanischer Botaniker. Sein offizielles botanisches Autorenkürzel lautet „Bello“.

## Leben und Wirken
Nach einem Jurastudium an der 1845 aufgehobenen Universidad de San Fernando auf Teneriffa hatte er Ende 1842 für kurze Zeit das Amt des Bürgermeisters von La Laguna inne. Zwischen 1845 und 1847 war er Sekretär des Kollegiums der Rechtsanwälte in Santa Cruz de Tenerife. 1850 emigrierte Bello y Espinosa nach Puerto Rico, wo er sich in Mayagüez niederließ und eine erfolgreiche Anwaltskanzlei eröffnete. In seiner Freizeit betrieb Bello y Espinosa botanische Studien, insbesondere im Westen Puerto Ricos. Er wurde ein enger Freund von Konsul Carl Wilhelm Leopold Krug, mit dem er in späteren Jahren zusammenarbeitete. 1878 kehrte er nach Teneriffa zurück, wo er 1884 verstarb. 1880 besuchte er die Internationale Fischerei-Ausstellung in Berlin und studierte die botanische Sammlung in Berlin-Dahlem.
Bello y Espinosas bekanntestes Werk ist Apuntes para la Flora de Puerto-Rico, das 1881 und 1883 in zwei Bänden veröffentlicht wurde und eine Checkliste von 964 Arten umfasst. Es basiert auf den Sammlungen Bello y Espinosas und Krugs. Jedoch wird der einflussreiche Beitrag Krugs in keinem Abschnitt des Werkes gewürdigt. Ein zweites Buch mit dem Titel Un Jardin Canario widmete Bello y Espinosas der kanarischen Flora. Ein Herbar hat Bello y Espinosa nicht angelegt. Seine kanarische Pflanzensammlung befindet sich im Herbarium Krug im Botanischen Museum in Berlin, seine puerto-ricanische wurde durch Insekten zerstört.